# خط باریک سرخ (رمان)
خط باریک سرخ (انگلیسی: The Thin Red Line) چهارمین رمان نویسنده آمریکایی جیمز جونز است. این رمان به‌طور گسترده‌ای بازتاب‌دهنده تجربیات جونز در نبرد گیفو در کارزار گوادال‌کانال در جنگ جهانی دوم است. نویسنده در نیروی زمینی ایالات متحده آمریکا خدمت می‌کرد. خط باریک سرخ ابتدا در سپتامبر ۱۹۶۲ به چاپ رسید. این رمان تا کنون دو مرتبه در سینما اقتباس شده‌است؛ نخستین اقتباس خط باریک سرخ (۱۹۶۴) به کارگردانی اندرو مارتون و دومین اقتباس خط باریک سرخ (۱۹۹۸) به کارگردانی ترنس مالیک بود.